# Raffaele Baratta
Raffaele Baratta (Bologna, 28 settembre 1889 – Perugia, 15 maggio 1973) è stato un arcivescovo cattolico italiano.

## Biografia
Nacque a Bologna e, giovanissimo, fu indirizzato al sacerdozio. Dopo aver compiuto gli studi presso il seminario arcivescovile di Bologna, si laureò in filosofia (1908) e successivamente in teologia (1912) e fu ordinato sacerdote il 21 dicembre dello stesso anno.
Dal 1915 al 1919 svolse il compito di cappellano militare e, nel 1919, divenne dottore in utroque iure. Nel 1922 fu parroco presso la chiesa di Sant'Isaia in Bologna e, nel 1926, l'allora arcivescovo di Bologna, il cardinale Giovanni Battista Nasalli Rocca di Corneliano, lo nominò cancelliere arcivescovile. Nel 1931 papa Pio XI lo nominò vicario generale dell'arcidiocesi di Perugia. Dal 1946 al 1951 fu presidente del tribunale ecclesiastico regionale umbro.
Nel 1951 papa Pio XII lo nominò vescovo di Rieti, città nella quale indisse, nel 1957, il sinodo diocesano, dopo oltre due secoli dall'ultimo.
Papa Giovanni XXIII lo nominò arcivescovo di Perugia nel 1959, ove rimase come pastore fino al 1968, quando si ritirò per limiti di età. Fu professore di filosofia nel seminario diocesano ed amministratore apostolico delle diocesi di Rieti, Città di Castello, Gubbio e Città della Pieve.
Morì il 15 maggio 1973 a Perugia e venne sepolto nella cattedrale di Perugia a fianco dei suoi predecessori.

## Genealogia episcopale e successione apostolica
La genealogia episcopale è:
- Cardinale Scipione Rebiba
- Cardinale Giulio Antonio Santori
- Cardinale Girolamo Bernerio, O.P.
- Arcivescovo Galeazzo Sanvitale
- Cardinale Ludovico Ludovisi
- Cardinale Luigi Caetani
- Cardinale Ulderico Carpegna
- Cardinale Paluzzo Paluzzi Altieri degli Albertoni
- Papa Benedetto XIII
- Papa Benedetto XIV
- Papa Clemente XIII
- Cardinale Marcantonio Colonna
- Cardinale Giacinto Sigismondo Gerdil, B.
- Cardinale Giulio Maria della Somaglia
- Cardinale Carlo Odescalchi, S.I.
- Cardinale Costantino Patrizi Naro
- Cardinale Pietro La Fontaine
- Arcivescovo Mario Vianello
- Arcivescovo Raffaele Baratta

La successione apostolica è:
- Arcivescovo Bruno Frattegiani (1964)